# 1139
1139 (MCXXXIX) je bilo navadno leto, ki se je po julijanskem koledarju začelo na nedeljo.

## Dogodki

### Slovenija
- 10. oktober - Prvi uradni  zapis Jarenine in jareninske cerkve Sv. Marije.

### Evropa
- 25. januar - Po smrti Godfreja I. (grofa Louvaina, grofa Bruslja, markiza Brabanta, markiza Abtwerpena in vojvodine Spodnje Lorene) podeduje grofijo Louvain ter marki Antverpen in Brabant njegov sin Godfrej II. Louvainski. Vojvodina Spodnja Lorena pripade Waleranu II., ki pa še istega leta umre. ↓
- → Po smrti Valerana II., ki je šele komaj podedoval vojvodino Spodnjo Loreno, še ta pripade grofu Godfreju II. Louvainskemu.[1]
- 18. februar - Umrlega kijevskega velikega kneza Jaropolka II. nasledi brat Vjačeslav I. ↓
- marec → Vjačeslava I. iz Kijeva izžene bratranec Vsevolod II., ki s tem postane novi kijevski veliki knez.
- 29. marec - Papež Inocenc II. podredi viteški meniški ted Templarjev neposredno sebi.
- 8. april - Drugi lateranski koncil: papež Inocenc II. izobči sicilskega kralja Rogerja II.. Prepoved uporabe samostrelov v vojskovanju s kristjani.
- 22. julij - Sicilski kronski princ in apulijski vojvoda Roger III. ujame papeža Inocenca II.. Papež je skupaj z razlaščenim knezom Robertom II. vodil (pre)majhno vojsko okoli tisoč vitezov, ko je ta padla v zasedo. Tri dni kasneje: ↓

- 25. julij
  - → Sporazum v Mignanu: sicilski kralj izsili od papeža Inocenca II., da ga prizna za sicilskega kralja in investira njegova sinova, Rogerja III. za apulijskega vojvodo in Alfonza za kapuanskega kneza.
  - Bitka pri Ouriqueju: Portugalci pod vodstvom Afonza I. premagajo mnogo številčnejše  Almoravide, ki jih vodi sultan Ali ibn Jusuf.↓
  - → Po bitki portugalsko visoko plemstvo in cerkveni dostojanstveniki soglasno razglasijo grofa (ali kneza?) Afonza I. za portugalskega kralja. Portugalska se s tem dokončno odcepi od Kraljevine Leon in preostale Španije.
- 20. oktober - Razlaščeni bavarski vojvoda Henrika X. iz hiše Welf, ki mu je bil nemški kralj Konrad III. Hohenstaufen odvzel vojvodini Bavarsko in Saško, je tedne pred smrtjo izgnal staufovske pristaše s Saške in se pripravljal na zavzetje Bavarske. Tega dne umre med pripravami verjetno zaradi infarkta. Vojvodini Saška in Bavarska pripadeta Staufovcem. Razlaščeni dedni upravičenec Velf VI. se temu upre.
- 12. november - Bitka pri Holmengråju: spopad med norveškimi kralji za nasledstvo. V bitki se spopadejo podporniki mladoletnih kraljev Ingeja in Sigurda Haraldssona, sinov umorjenega kralja Haralda Gileja z nasprotniki, ki so zvesti pohabljenemu kralju Magnusu Slepemu in njegovemu zaščitniku, stricu Sigurdu Slembeju. V bitki zmagajo podporniki obeh otroških kraljev.
- Anarhija: angleški kralj Štefan Bloiški reorganizira upravno razdelitev Anglije na grofije, ki jih razdeli med svoje zveste in vojaško sposobne podpornike. Prav tako razlasti vse plemiče in cerkvene dostojanstvenike, ki so začeli z nadgradnjo utrdb brez njegovega dovoljenja, ker jih je sumil, da bodo prestopili v Matildin tabor. Obe strani se intenzivno pripravljata na oborožen spopad. 1140 ↔

### Azija
- julij -  Poskus mosulskega atabega Zengija, da bi zavzel bujidski Damask, je ponovno odbit. Tudi tokrat sklene Damask zavzništvo s Kraljevino Jeruzalem.
- Bizantinski cesar Ivan II. Komnen prežene turške nomade z obale črnega morja. Potem nadaljuje s kampanjo proti Danišmendom, edinemu seldžuškemu klanu v Anatoliji, ki ga vojaško ni nadvladal. Spotoma še priljuči nazaj k cesarstvu Trapezunt ob Črnem morju.
- Dinastija Song: general Južnega Songa You Fei niza uspeh za uspehom v boju proti severni dinastiji Jin.

## Rojstva
- 16. junij - cesar Konoe, 76. japonski cesar († 1155)
- Džakuren, japonski budistični menih, pesnik († 1202)

## Smrti
- 25. januar - Godfrej I. Louvainski, grof Louvaina,  vojvoda Spodnje Lorene, et. al. (* 1060)
- 18. februar - Jaropolk II., kijevski veliki knez (* 1082)
- 30. april - Rainulf II., italonormanski grof Alifeja
- 20. oktober - Henrik X. Ponosni, bavarski vojvoda, et. al. (* 1108)
- 12. november - Magnus IV., norveški kralj (* 1115)
- Sanča Kastiljska, navarska kraljica († 1179)
- Sigurd Slembe, norveški pretendent
- protipapež Viktor IV.[2]
- Waleran II., vojvoda Spodnje Lorene, vojvoda Limburga (* 1085)

## Opomba
1. ↑  Lotarinški (VII.)
2. ↑  Zaradi kratkega in nedejavnega pontifikata tega protipapeža v letu 1138, je za protipapeža Viktorja IV. poimenovan tudi cesarski papež , ki ga je namestil rimsko-nemški cesar Friderik I. Barbarossa, ker se mu veljavni papež Aleksander III. ni hotel podrediti. Drugi protipapež Viktor IV. je vodil (proti)pontifikat med letoma 1159–1164.